# Groupe d'action des Allemands indépendants
 (juillet 2024).
Si vous disposez d'ouvrages ou d'articles de référence ou si vous connaissez des sites web de qualité traitant du thème abordé ici, merci de compléter l'article en donnant les références utiles à sa vérifiabilité et en les liant à la section « Notes et références ».
 (juillet 2024).
Le Groupe d'action des Allemands indépendants (AUD) était le nom d'un parti nationaliste-neutraliste de la République fédérale d'Allemagne. Le groupe, qui s'est approché des exigences politiques de l' opposition extraparlementaire à la fin des années 1960, a finalement combiné une approche de réforme de la société entière avec des exigences de protection de l'environnement. Il fusionna avec le Parti Vert.

## Histoire

### Fondation
L'AUD fut fondée les 15 et 16 mai 1965 à Homberg (Efze). Il visait à diriger « des nationalistes qui se distanciaient clairement du régime nazi, libéraux et pacifistes », en provenance de trois groupes nationalistes d'extrême droite : la Communauté allemande, (DG), le Parti allemand de la liberté (DFP) et de certaines parties de l'« Association du rassemblement national allemand » (VDNV) ainsi que des lecteurs du journal Neue Politik. La raison de la création de l’AUD était l’échec des partis nationalistes-neutralistes en RFA du début des années 1960. L’AUD tenta ainsi d’unir tous les courants nationalistes-neutralistes au sein d’une large alliance. il rejetait l'idéologie du NPD parce qu'elle lui semblait trop rétrograde et trop alignée sur la ligne du NSDAP. Cette stratégie mena toutefois à un échec lors des élections.
Le mouvement est initié par l'ancien homme politique du FDP Hermann Schwann. Celui-ci visait initialement un spectre beaucoup plus large pour un rassembler autour du nationalisme-neutraliste, de l'extrême droite du NPD à l'Union allemande pour la paix, de gauche. Mais ses tentatives de recruter Thomas Dehler, Oswald Adolph Kohut, Willy Max Rademacher (tous FDP) et Hubert Ney (CDU) échouèrent.
Parmi les fondateurs, on trouve August Haußleiter, cofondateur de la CSU et du parti de la Communauté allemande en Bavière, et Wolf Schenke, ancien membre de la direction du Reich des Jeunesses hitlériennes et rédacteur en chef de la revue éducative des jeunesses hitlériennes Wille und Macht. Schwann, auparavant membre du VDNV, a dirigé l'AUD en tant que premier président jusqu'en 1968. Durant la même période, les anciens présidents de la DG Haußleiter et du DFP Oskar Lutz étaient ses suppléants.
Bien que l'AUD ait largement échoué aux élections fédérales de 1965 (0,2 % des suffrages exprimés), Hermann Schwann, Wolf Schenke et Haußleiter en particulier ont vu dans l'opposition extraparlementaire émergente le début d'un changement significatif dans l'ensemble du paysage politique. Ils soutiennent alors l'association régionale de Berlin dans son rapprochement avec l'APO. Dès 1968, Die Zeit qualifiait l’AUD de « démocrates de droite ». Mais alors que le nombre de militants attirés par cette ligne grossissait, soutenus par Haußleiter lors d'une conférence du parti à Kassel en 1969 remplaçant désormais Schwann malade à la présidence du parti, l'idée d'une fusion avec l'initiative électorale fondée en marge de l'APO « Union Démocratique » émergea. Pour la plupart des membres « nationalistes », cela allait trop loin, de sorte qu'il y eut une grande vague de désertion.
L'Union démocratique ne put pourtant pas participer aux élections fédérales de 1969 ; 10 membres de l'AUD se sont présentés comme candidats individuels sous le mot-clé Démocrates indépendants 69, mais n'obtinrent que des résultats allant jusqu'à 0,6. %.
Haußleiter, qui fut élu président de l'AUD la même année, salua par la suite la nouvelle Ostpolitik du gouvernement SPD/FDP sous Brandt. Les membres restants adoptèrent finalement un tout nouveau programme dans lequel ils inclurent un certain nombre de revendications de l'APO : une vraie démocratie, un « socialisme du futur » coopératif, une politique de neutralité pacifique, qui comprenait « l'éducation de la population sur les formes de résistance politique non violente » au lieu d'une armée de conscrits et enfin la reprise des idées du mouvement féministe émergeant avec un « programme pour les femmes ».
Lorsqu'en 1972 le Club de Rome fournit à l'AUD une base scientifique pour critiquer le consumérisme à travers sa publication Les limites de la croissance, la protection de l'environnement en relation avec la réorganisation de la société dans son ensemble devint un nouvel objectif. Haußleiter le fit publier dans son journal, connu depuis 1967 sous le nom de Die Unabhängigen, organe de presse de l'AUD. Ce journal donnait d'ailleurs de plus en plus d'espace attirait les publications d'auteurs de mouvements environnementaux et issus de la société civile (Carl Amery, Herbert Gruhl, Roland Vogt).
Depuis sa création en 1965 et jusque dans les années 1970, l'AUD était surveillée par l'Office pour la protection de la Constitution et répertoriée dans les rapports comme parti d'extrême-droite. En 1969, selon ce même office, l'AUD comptait environ 1 500 membres. Selon Richard Stöss, l'AUD doubla ses effectifs entre 1976 et 1978.

### Développement et programme
Le Programme d’urgence pour l’Allemagne présenté pour les élections fédérales de 1965 allait « dans le sens de la politique étrangère du SPD et du FDP » avec le renoncement aux zones autrefois allemandes au-delà de la frontière Oder-Neisse et la création prévue d’une confédération germano-allemande.
Pour répondre à la crise économique de 1966, l'AUD se dota d' « un profil socio-politique plus fort », reflété dans le Programme pour l'Allemagne et adopté les 6 et 7 Mai 1967 à Bochum. Le président Hermann Schwann vivait alors à Bergisch Gladbach et le secrétaire général Günter Demolsky vivait à Wanne-Eickel et Bochum. Ils occupaient déjà des postes au sein du Parti allemand de la liberté et tentaient de devenir le centre de gravité du parti pour implanter l'AUD en Rhénanie du Nord-Westphalie, ce qui ne réussit cependant pas.
Même les mesures de soutien aux travailleurs telles que les retraites aux flambeaux ou les discours comme celui de Bochum-Gehrte en 1968 dans le cadre de morts dans les mines de charbon, qui devaient interpeller le "mineur allemand" et réclamer une nationalisation ne suscitèrent pas de sympathie. Ils passaient en effet largement sous silence le fait que l'AUD voulait abolir la cogestion des travailleurs. Cela amena également à ce que ce « socialisme allemand » de l'AUD, que Demolsky représentait déjà au sein du Part socialiste du Reich (SRP), interdit par la Cour constitutionnelle fédérale, le parti du Reich allemand DRP et le Parti allemand de la liberté, fondé par d'anciens membres du DRP/SRP, n'attirent également que peu de sympathie.
Et pareillement pour l'orientation de gauche de l'AUD, qui culmina avec son rapprochement avec l'opposition extraparlementaire émergente, largement portée par la section de Berlin. L'AUD de Berlin-Ouest a également été classé comme faisant partie de l'APO par le Berliner Extra-Dienst. Un premier petit succès électoral lors des élections à la Chambre des représentants à Berlin en 1967 (1,1 %) renforça cette tendance qui, malgré le départ d'un certain nombre de membres dirigeants, aboutit à la décision en 1969 de participer à l'Union démocratique, initiée par Peter Schilinski et Winfried Heidt.
Les similitudes programmatiques étaient sur la question de la non-violence, la critique de la guerre du Vietnam, la volonté de démocratie directe, une critique du consumérisme et l'idée d'une troisième voie entre le capitalisme et le communisme, inspirée des réformes économiques en Tchécoslovaquie sous Dubček., qui prirent fin en 1968.
Une majorité vota en faveur de l' Union démocratique lors de la conférence de Kassel en 1969. Cela conduisit à une scission, avec des comités exécutifs entiers démissionnant en bloc, et à une vague de désertions, en particulier de membres de l'ancien Parti allemand de la liberté.
Bien que l'Union démocratique ne se soit finalement pas présentée aux élections fédérales de 1969, l'AUD a continué sur la voie choisie sous August Haußleiter alors qu'il remplaçait Hermann Schwann, en développant un nouveau programme. L'accent était mis sur la démocratie réelle et le socialisme du futur, constitués d'un modèle économique majoritairement coopératif.
Stöss considère le concept de socialisme de l'AUD comme une simple critique de « l'économie de marché... comme un abus de pouvoir » et nie donc toute tendance « anticapitaliste » en tant que telle. Reste à savoir si cette appréciation, dans le contexte par exemple de la revendication de l'AUD pour la coopérativisation de toutes les propriétés résidentielles autres que la maison individuelle ne s'aligne pas trop strictement sur l'absence de remise en question fondamentale (marxiste) du concept de propriété en tant que tel.
En outre, le volet neutralité-indépendance-paix du programme y a été concrétisé de manière pacifiste, entre autres, l'AUD appelant à « une éducation complète de la population sur les possibilités de résistance politique non violente, ainsi qu'à une formation intensive sur ses formes et ses méthodes au lieu d'une formation militaire dépassée dans une armée de conscrits ». Sont également inclus les résolutions dans un Programme pour la femme (1971), Le Manifeste pour la protection de la vie (1973), un catalogue de mesures pour la protection de l'environnement et Les vrais ennemis de la Constitution, une critique de l'influence des partis établis. niveaux de l'État et dans les médias publics. Ce programme global est resté valable jusqu'à la dissolution du parti en 1980.
L'AUD prit de l'importance à partir du début des années 1970 avec la montée des nouveaux mouvements sociaux. L'AUD cherche désormais de plus en plus à se rapprocher du mouvement écologique. En conséquence, un certain nombre de membres plus jeunes avaient rejoint le parti, « socialisés dans le spectre de la gauche ou de la social-démocratie »,. Lors de la conférence du parti à Kassel en 1973, l'AUD s'est déclaré Parti de la protection de la vie. En dehors du Parlement, l'AUD fut l'initiateur du Mouvement démocratique pour la protection de la vie en mars 1974. Son objectif était de devenir le bras parlementaire du mouvement environnemental. Cependant, cet objectif n'a pas été atteint lors des élections fédérales de 1976, même si l'AUD a réussi à attirer l'attention en remportant près de 50 sièges. Il faut noter que parmi leurs candidats, 50% étaient des femmes et des célébrités telles que l'artiste de Düsseldorf Joseph Beuys figuraient sur la liste AUD.
La percée au niveau des électeurs a eu lieu avec les élections régionales en Bavière en 1978. L'AUD a formé une alliance électorale avec le GAZ (Green Action Future), nouvellement fondé par Herbert Gruhl, qui s'est pour la première fois donné le nom alternatif des « Verts ». La liste s'élève à 1,8% au niveau national. Son meilleur résultat fut à Freising, où elle obtint 4,8 % des premiers et 3,7 % des seconds votes.

### Résolution en faveur des Verts
Le succès aux élections régionales bavaroises permit de convaincre les initiateurs de l'alliance électorale de maintenir cette stratégie pour les élections européennes de 1979. L'AUD contacta l' Association fédérale des initiatives citoyennes de protection de l'environnement de Petra Kelly. Finalement, lors du congrès de Francfort en mars 1979, l'organisation politique « Les Verts » est fondée en vue des élections européennes, avec des membres de l'AUD, de la Liste verte pour la protection de l'environnement (GLU), la Green Action Future (GAZ) et la Liste verte du Schleswig-Holstein (GLSH) ainsi que quelques candidats individuels étaient impliqués. Cette liste était intrinsèquement conservatrice et bourgeoise, et se présenta comme « autre association politique » aux élections européennes. Avec un score de 3,2. %, elle obtint son premier succès. En novembre 1979, on préparait le congrès fondateur des Verts à Offenbach, qui devait avoir lieu à Karlsruhe en janvier 1980. L'AUD, issu à l'origine du camp national, prit alors une position de médiateur entre la droite et la gauche, une position rendue possible par leur critique du capitalisme.
Le 27 avril 1980, décision est prise de dissoudre le parti Les Verts, fondé en janvier. Le fondateur de l'AUD, August Haußleiter devint porte-parole du parti et publia le journal du parti Les Verts. D'anciens membres de l'AUD devinrent présidents des deux sections régionales du sud de l'Allemagne des VERTS, de sorte qu'ils y ont exercé une influence significative, en particulier pendant les années de fondation des Verts.
Une minorité de membres nationalistes et d'extrême droite de l'AUD a résisté à la dissolution et a fondé l'association Arbeitskreis Unabhängiger Deutscher eV, qui utilise à nouveau l'ancien nom d'organisation depuis 1991 et compte une centaine de membres.

## Résultats électoraux
- Participation aux élections fédérales de 1965 (0,2 %) (52 637 voix)
- 1966 Participation aux élections communales en Bavière (0,0 %)
- 1967 Participation aux élections de la Chambre des Représentants à Berlin (Ouest) (1,1 %) (15 507 voix)
- 1968 Participation aux élections régionales du Bade-Wurtemberg (0,3 %) (11 030 voix)
- 1971 Participation aux élections de la Chambre des Représentants à Berlin (Ouest) (0,6 %) (9 136 voix)
- 1972 Participation aux élections communales en Bavière (0,0 %)
- 1974 Participation aux élections régionales à Hambourg (0,0 %) (521 voix)
- Participation aux élections fédérales de 1976 (0,1 %) (22 202 voix)
- 1978 Participation aux élections régionales à Hambourg (0,1 %) (592 voix)
- 1978 Participation aux élections régionales en Basse-Saxe (0,0 %) (1 293 voix)
- 1978 Participation aux élections communales en Bavière (0,0 %), un conseil d'arrondissement et un mandat de conseil local
- 1978 Participation aux élections régionales en Bavière en tant que « Groupe d'action pour les Allemands indépendants – Les Verts » (GAZ et AUD) (1,8 %) (210 977 voix)

## Membres
- Joseph Beuys (1921-1986), artiste de performance et théoricien de l'art, premier candidat de l'AUD aux élections fédérales de 1976 en Rhénanie du Nord-Westphalie ; a obtenu 600 voix dans sa circonscription de Düsseldorf -Oberkassel, ce qui correspond à 3 % de tous les votes valides exprimés.
- Dieter Burgmann (* 1939), président du Land de Bavière de l'AUD et plus tard porte-parole fédéral des Verts
- Günter Demolsky (* 1920), comptable, ancien membre de la SRP, de la DRP et de la DFP, directeur fédéral AUD
- Bernd Grimmer (1950-2021), député de l'AfD de 2016 à 2021, porte-parole de l'AfD, conseiller municipal de Pforzheim
- Walter Harless, cofondateur de l'AUD, puis président du district des Verts à Munich
- Wolf-Dieter Hasenclever (* 1945), plus tard chef du parti des Verts au Parlement du Land de Bade-Wurtemberg (1980-1983) et à partir de 1979 président du parti des Verts du Bade-Wurtemberg, aujourd'hui FDP
- August Haußleiter (1905-1989), premier militant national-socialiste, plus tard président de l'AUD et plus tard porte-parole fédéral des Verts
- Herbert Rusche (* 1952), d'abord membre du conseil d'administration de l'association de district AUD d'Offenbach, 1981-1983 directeur d'État des Verts en Hesse, 1985-1987 membre du Bundestag pour les Verts, a quitté les Verts en 2001 et est devenu un membre du Parti pirate allemand depuis 2009
- Hjalmar Schacht (1877-1970), ancienne Banque du Reich Président (1933-1939) et ministre de l'Économie du Reich de 1934 à 1937, cofondateur de l'AUD en 1965[24]
- Hermann Schwann (1899-1977), membre du DVP et à partir de 1926 également du Stahlhelm, rejoint en 1933 le NSDAP et devient plus tard membre du Bundestag FDP.
- Baldur Springmann (1912-2003), actif dans de nombreuses organisations du régime national-socialiste à l'époque nazie, président de l'AUD dans l'État du Schleswig-Holstein dans les années 1970 et actif pendant cette période dans diverses associations de protection de l'environnement et dans le pouvoir antinucléaire mouvement des plantes; Il fut l'un des cofondateurs du Parti Vert et plus tard de l'ödp.